# مطبخ سيشوان

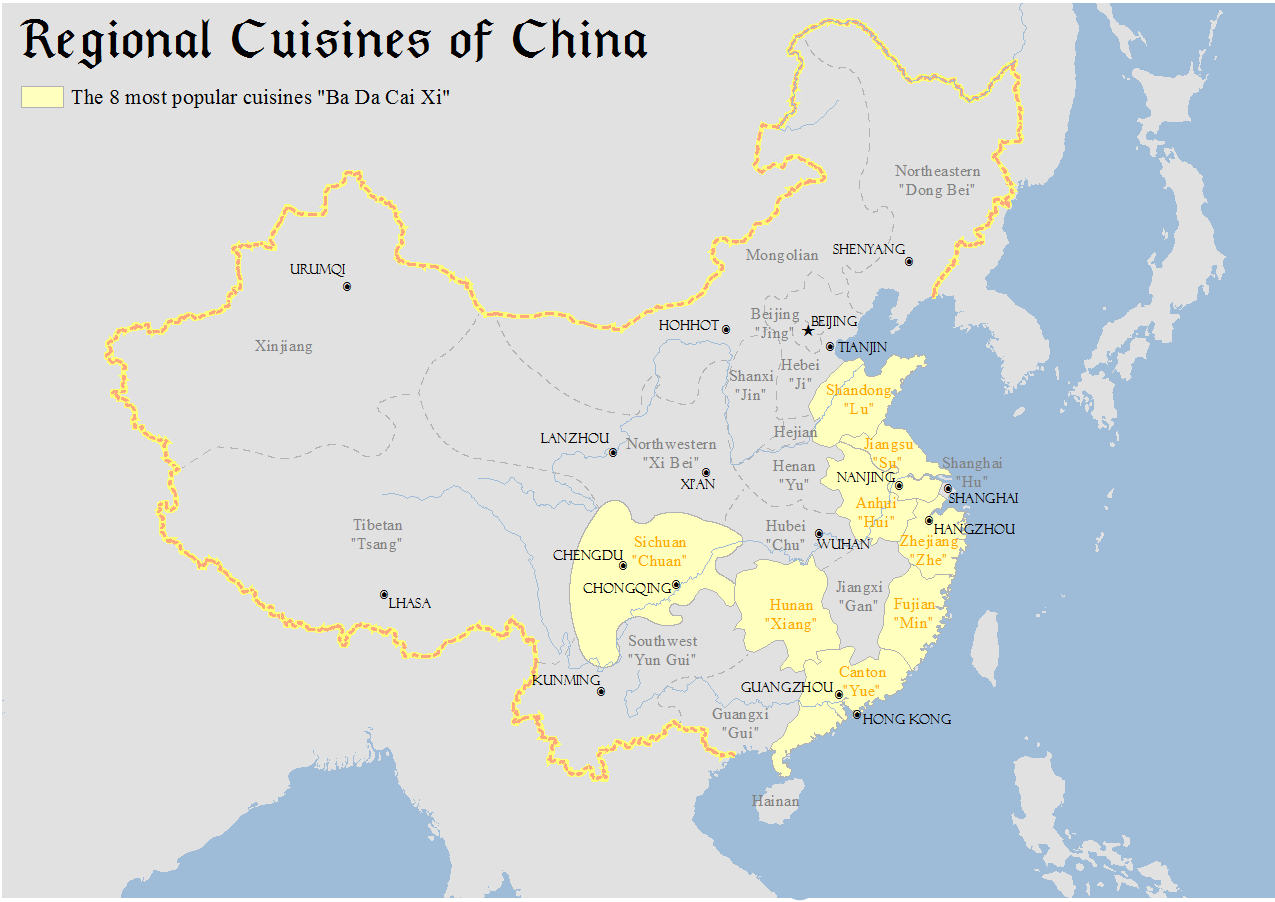
المدى الجغرافي لمطبخ سيتشوان

مطبخ سيشوان أو المطبخ السيشواني(/ˈsɛʃwɒn/ أو /ˈsɛtʃwɒn/)،  هو النمط من المطبخ الصيني والتي تنشأ من مقاطعة سيتشوان. لها نكهات جريئة، لا سيما الحماسة والتوابل الناتجة عن الاستخدام الليبرالي للثوم والفلفل الحار، فضلاً عن النكهة الفريدة لفلفل سيتشوان. هناك العديد من الاختلافات المحلية داخل مقاطعة سيتشوان وبلدية تشونغتشينغ المجاورة، والتي كانت جزءًا من مقاطعة سيتشوان حتى عام 1997. أربعة أنماط فرعية لمطبخ سيتشوان تشمل تشونغتشينغ وتشنغدو وتسيغونغ والنمط النباتي البوذي.
أعلنت منظمة اليونسكو أن مدينة تشنغدو، عاصمة مقاطعة سيتشوان، مدينة لفن الطهي في عام 2011 اعترافًا بتطور طهيها.

## التاريخ
رحبت سيتشوان في العصور الوسطى بمحاصيل الشرق الأوسط، مثل الفول والسمسم والجوز. منذ القرن السادس عشر، تم إطالة قائمة المحاصيل الرئيسية في سيتشوان من قبل القادمين الجدد من العالم الجديد. جاء الفلفل الحار المميز من المكسيك، ولكن من المحتمل أن يكون من الهند أو عن طريق النهر من ماكاو، مكملًا 花椒 سيتشوان التقليدي (花椒؛). ومن الوافدين الجدد الآخرين من العالم الجديد الذرة (الذرة) التي حلت إلى حد كبير محل الدخن. البطاطا البيضاء التي أدخلتها الإرساليات الكاثوليكية؛ والبطاطا الحلوة. انخفض عدد سكان سيتشوان ربما بمقدار ثلاثة أرباع الحروب من سلالة مينغ إلى أسرة تشينغ. جلب المستوطنون من مقاطعة هونان المجاورة معهم أساليب الطبخ الخاصة بهم.
تُعرف سيتشوان بالعامية باسم «البلد السماوي» بسبب وفرة الغذاء والموارد الطبيعية فيها. صرحت إحدى الروايات الصينية القديمة أن «شعب سيتشوان يؤيد النكهة الجيدة، وهم مغرمون بالطعم الحار والحار.» معظم أطباق سيتشوان حارة، على الرغم من أن الوجبة النموذجية تشمل أطباق غير حارة لتهدئة الذوق. يتكون مطبخ سيتشوان من سبع نكهات أساسية: حامضة، لاذعة، ساخنة، حلوة، مر، عطرية ومالحة. ينقسم طعام سيتشوان إلى خمسة أنواع مختلفة: مأدبة فخمة، مأدبة عادية، طعام مشهور، طعام منزلي ووجبات خفيفة. لا تزال النسخ الأكثر اعتدالًا من أطباق سيتشوان عنصرًا أساسيًا في المطبخ الصيني الأمريكي.

## ميزات
شكلت التضاريس المعقدة لمقاطعة سيتشوان، بما في ذلك جبالها وتلالها وسهولها وهضابها وحوض سيتشوان، عاداتها الغذائية بمكونات متنوعة ومميزة.
يتم إنتاج الكثير من الأرز والخضروات من حوض سيتشوان الخصب، بينما تزدهر مجموعة متنوعة من الأعشاب والفطر والفطريات الأخرى في مناطق المرتفعات. لحم الخنزير هو النوع الأكثر شيوعًا من اللحوم المستهلكة. يعد لحم البقر أكثر شيوعًا إلى حد ما في مطبخ سيتشوان منه في المأكولات الصينية الأخرى، ربما بسبب انتشار الثيران في المنطقة. يستخدم مطبخ سيتشوان أيضًا العديد من أعضاء الأبقار والخنازير كمكونات، مثل الأمعاء والشرايين والرأس واللسان والجلد والكبد، بالإضافة إلى أجزاء أخرى شائعة الاستخدام من اللحوم. لحم الأرانب هو أيضا أكثر شعبية في سيتشوان من أي مكان آخر في الصين. تشير التقديرات إلى أن حوض سيتشوان ومنطقة تشونغتشينغ مسؤولان عن حوالي 70 في المائة من إجمالي استهلاك لحوم الأرانب في الصين. الزبادي، الذي ربما انتشر من الهند عبر التبت في العصور الوسطى، يتم استهلاكه بين الصينيين الهان. هذه عادة غير عادية في أجزاء أخرى من البلاد. الملح المنتج من ينابيع الملح والآبار في سيتشوان، على عكس ملح البحر، لا يحتوي على اليود، والذي قد أدى إلى حدوث مشاكل تضخم الغدة الدرقية قبل القرن العشرين.
غالبًا ما يحتوي مطبخ سيتشوان على طعام محفوظ من خلال التخليل والتمليح والتجفيف. يتم تقديم الأطباق المحفوظة بشكل عام كأطباق حارة مع الاستخدام الكثيف لزيت الفلفل الحار.
أهم أنواع التوابل الفريدة والأكثر أهمية في مطبخ سيتشوان هو فلفل سيتشوان (花椒؛). فلفل سيتشوان الذي له نكهة قوية شبيهة بالحمضيات وينتج إحساسًا «مخدرًا» (麻؛) في الفم. التوابل الأخرى الشائعة الاستخدام في مطبخ سيتشوان هي الثوم والفلفل الحار والزنجبيل واليانسون.
يعد هوت بوت سيتشوان، أشهر أنواع الهوت بوت الصينية، أحد الأطباق النموذجية في مطبخ سيتشوان ويشتهر بطعمه الحار والطعم الخدر.
معجون الفلفل الحار (豆瓣酱؛豆瓣醬؛) هو أحد أهم التوابل. إنه مكون أساسي للأطباق الشهيرة مثل مابو توفو وشرائح لحم الخنزير المطبوخة مرتين. مطبخ سيتشوان هو أصل العديد من الصلصات / النكهات البارزة المستخدمة على نطاق واسع في المطبخ الصيني الحديث يتضمن ذلك:
- يو شيانغ (魚香)
- مالا (麻辣)
- Guaiwei (怪味)

تشمل تقنيات التحضير الشائعة في مطبخ سيتشوان القلي السريع والبخار والطبخ على نار هادئة، لكن القائمة الكاملة ستتضمن أكثر من 20 طريقة متميزة.

## أطعمة مميزة
على الرغم من أن العديد من الأطباق ترقى إلى مستوى سمعتها الحارة، إلا أن هناك نسبة كبيرة من الوصفات التي تستخدم القليل من التوابل الساخنة على الإطلاق، بما في ذلك أطباق مثل البط المدخن بالشاي.

## روابط خارجية
- قصة NPR عن مطبخ سيتشوان وكتاب طبخ عن المطبخ